# Martin en Áine Furey
Martin Furey en Áine Furey zijn de zoon en dochter van de befaamde Ierse uilleann-pipesspeler Finbar Furey. Zij hebben met de muziek van Martin, zang, gitaar en uilleann pipes, en de zang van Áine een reputatie opgebouwd. 
Inmiddels verschenen van hen als medewerkers aan de band Bohinta en als duo of als medewerkers aan andere albums al een aantal cd’s op de markt. Martin schrijft ook zijn eigen liedjes. Martin maakt ook deel uit van de groep The High Kings.

## Discografie
Martin met Mouth Music:
- Seafaring Man - 2001
- The Scrape - 2003
- The Order of Things - 2005

Áine:
- Sweet Summer Rain - 1999

Met Bohinta
- Sessions
- Belladonna – 1996

Martin:
- Monkey’s Wedding - 2003
- Howl - 2004

Áine op compilatiealbums:
- Celtic Woman
- Celtic Woman 2 - 2000

Finbar Furey met Martin en Áine::
- Chasing Moonlight